# Landschaftsschutzgebiet Möhnetal
Das Landschaftsschutzgebiet Möhnetal mit 116 ha Flächengröße liegt in der Gemeinde Ense im Kreis Soest. Das Gebiet wurde 2006 mit dem Landschaftsplan V Ense-Wickede durch den Kreistag als Landschaftsschutzgebiet (LSG) ausgewiesen. Der LSG liegt südlich von Niederense. Das LSG geht bis an den Siedlungsrand. Im Westen grenzt das Naturschutzgebiet Enser See an. Im Osten grenzen das Landschaftsschutzgebiet Bilmer Büsche/Himmelpforter Heide/Riesenberg und das Landschaftsschutzgebiet Kreis Soest an. Im Süden grenzt das Naturschutzgebiet Moosfelder Wald an.

## Beschreibung
Das LSG umfasst das Himmelpforter Möhnetal. Es befinden sich Wald, Grünlandflächen und Äcker im Gebiet.

## Schutzzweck
Die Ausweisung erfolgte wie bei anderen LSGs im Landschaftsplangebiet zur Erhaltung oder Wiederherstellung  der Leistungsfähigkeit des Naturhaushaltes; wegen der Vielfalt, Eigenart oder Schönheit des Landschaftsbildes oder wegen ihrer besonderen Bedeutung für die Erholung. Das LSG hat Bedeutung als Pufferzone sowie als Vernetzungs- und Rückzugsraum zum angrenzenden geschützten Landschaftsbestandteil „Möhne bei Niederense“ sowie zu den angrenzenden Naturschutzgebieten „Enser See“ und „Moosfelder Wald“ die im Rahmen der FFH-Richtlinie als innerhalb der Europäischen Gemeinschaft besonders schutzwürdige Bereiche ausgewiesen sind.

## Rechtliche Vorschriften
Wie in den anderen Landschaftsschutzgebieten im Landschaftsplangebiet besteht im LSG ein Verbot, Bauwerke zu errichten. Die Untere Naturschutzbehörde kann Ausnahme-Genehmigungen für Bauten aller Art erteilen. Wie in den anderen Landschaftsschutzgebieten besteht im LSG ein Verbot, Weihnachtsbaum-, Schmuckreisig- und Baumschul-Kulturen anzulegen. Es ist z. B. auch verboten, Bäume, Sträucher, Hecken, Feld- oder Ufergehölze zu beseitigen oder zu schädigen.